# جاك فرد بيتروس
جاك فرد بيتروس (بالفرنسية: Jacques Fred Petrus)‏ هو منتج أسطوانات وشخصية أعمال وميكانيكي ودي جيه وملحن فرنسي، ولد في 22 فبراير 1948، وتوفي في 8 يونيو 1987 بسبب إصابة بعيار ناري.

## وصلات خارجية
- جاك فرد بيتروس على موقع ميوزك برينز (الإنجليزية)
- جاك فرد بيتروس على موقع ديسكوغز (الإنجليزية)